# Tipula titicacae
Tipula titicacae är en tvåvingeart som först beskrevs av Alexander 1944.  Tipula titicacae ingår i släktet Tipula och familjen storharkrankar. Inga underarter finns listade i Catalogue of Life.